# Vyžuona (přítok Nemunėlisu)
Vyžuona je řeka 2. řádu na severovýchodním okraji Litvy v okrese Rokiškis, pravý přítok Nemunėlisu, do kterého se vlévá u vsi Šilingiškis, 6,5 km severoseverovýchodně od Pandėlysu, 142,3 km od jeho soutoku s Mūšou, od kterého dále pokračuje Lielupe.
Vytéká z jezera Vyžuona (26,7 ha) u vsi Vyžuona, 7,5 km severoseverovýchodně od Rokiškisu. Někdy je považován za horní tok Vyžuony potok Ūdrupis, který se vlévá do jezera Vyžuona od jihovýchodu, v takovém případě společná délka Vyžuony a Ūdrupisu je 40 km. Vyžuona z jezera vytéká směrem severoseverozápadním, protéká jihozápadním okrajem vsi Vyžuona, stáčí se k severozápadu, u vsi Lauciūnai k severu, před soutokem s Šaltojou začíná silněji a hustě meandrovat, protéká městem Juodupė a v něm rybníkem Juodupės tvenkinys (9,6 ha), za městem se stáčí k západu, její tok již nemeandruje, od vsi Papiškiai se začíná stáčet zvolna k jihozápadu až do soutoku s Nemunėlisem. Průtok před soutokem s Juodupė je 0,92 m³/s, u ústí je 2,62 m³/s. Plocha povodí je celkem 320,9 km², z toho v Litvě 273,4 km², zbytek je na území Lotyšska. Vyžuona obvykle zamrzá koncem listopadu až začátkem prosince, led unáší koncem března až v dubnu. Tloušťka ledu dosahuje 37 cm, v průměru ledový příkrov drží 109 dní (v zimě roku 1941/1942 se držel 156 dní).

## Přítoky
- Přítoky jezera Vyžuona:

| Hydrologické pořadí | Řeka                   | Délka (km) | Povodí (km²) | Ústí kde | Koordináty ústí                 |
| ------------------- | ---------------------- | ---------- | ------------ | -------- | ------------------------------- |
|                     | (bezejmenný)           | 0,5        |              | Vyžuona  | 56°1′39″ s. š., 25°38′42″ v. d. |
| 42010181            | Ūdrupys neboli Ūdrupis | 3,5        | 19,6         | Icūnai   | 56°1′24″ s. š., 25°38′46″ v. d. |
|                     | (bezejmenný)           | 1,2        |              | Icūnai   | 56°1′24″ s. š., 25°38′45″ v. d. |
|                     | (bezejmenný)           | 0,7        |              | Icūnai   | 56°1′29″ s. š., 25°38′20″ v. d. |
| 42010180            | Vyžuona - odtok        | 34,1       | 320,9        | Vyžuona  | 56°4′58″ s. š., 25°15′57″ v. d. |

Přítoky Vyžuony:
- Levé:

| Hydrologické pořadí | Řeka              | Délka (km) | Povodí (km²) | Vzdálenost od ústí (km) | Ústí kde   | Koordináty ústí                 |
| ------------------- | ----------------- | ---------- | ------------ | ----------------------- | ---------- | ------------------------------- |
| 42010185            | V - 7             | 3,0        | 3,5          | 33,6                    |            |                                 |
| 42010196            | Valeikupis        | 2,8        | 3,0          | 21,6                    | Didsodė    | 56°5′32″ s. š., 25°34′18″ v. d. |
| 42010198            | Butėniškio upelis | 3,7        | 3,3          | 20,4                    | Butėniškis | 56°5′35″ s. š., 25°33′23″ v. d. |
| 42010212            | V - 5             | 3,3        | 3,8          | 12,1                    | Slabada    | 56°5′37″ s. š., 25°26′3″ v. d.  |
| 42010216            | V - 3             | 3,6        | 2,6          | 7,9                     | Eninkai    | 56°5′40″ s. š., 25°22′31″ v. d. |
| 42010218            | Valkšna           | 12,0       | 21,4         | 4,0                     | Naujasodė  | 56°5′24″ s. š., 25°19′24″ v. d. |
| 42010221            | V - 1             | 2,5        | 2,4          | 3,8                     | Naujasodė  | 56°5′22″ s. š., 25°19′7″ v. d.  |

- Pravé:

| Hydrologické pořadí | Řeka          | Délka (km) | Povodí (km²) | Vzdálenost od ústí (km) | Ústí kde   | Koordináty ústí                 |
| ------------------- | ------------- | ---------- | ------------ | ----------------------- | ---------- | ------------------------------- |
| 42010186            | Šaltoja       | 11,6       | 54,9         | 27,9                    | Sodeliai   | 56°3′53″ s. š., 25°36′47″ v. d. |
| 42010192            | Juodupė       | 11,6       | 63,3         | 23,1                    | Juodupė    | 56°5′32″ s. š., 25°35′44″ v. d. |
|                     | Skardžius     | 2,9        | 6,5          | 21,6                    | Didsodė    | 56°5′32″ s. š., 25°34′18″ v. d. |
|                     | Pajuodupys    | 2,6        |              | 20,0                    | Kiemiškiai | 56°5′39″ s. š., 25°32′59″ v. d. |
|                     | Plentauka     | 9,5        | 16,1         | 17,5                    |            |                                 |
| 42010211            | Lakštena      | 9,6        | 19,1         | 12,5                    | Slabada    | 56°5′35″ s. š., 25°26′19″ v. d. |
| 42010213            | Minava        | 11,0       | 28,4         | 11,1                    | Čedasai    | 56°5′51″ s. š., 25°22′10″ v. d. |
| 42010215            | Fermos upelis | 4,0        | 3,6          | 8,8                     | Čedasai    | 56°6′0″ s. š., 25°23′11″ v. d.  |
| 42010217            | Drūčiupis     | 7,8        | 12,4         | 4,5                     | Naujasodė  | 56°5′33″ s. š., 25°19′39″ v. d. |

## Sídla při řece
- Stoniškis, Juodupė, Maineivos, Čedasai, Naujasodė, Viršilai